# 수상한 그녀
《수상한 그녀》는 2014년에 개봉한 대한민국의 코미디 영화이다.

## 줄거리
70대 할머니 오말순은 아들과 그의 가족과 함께 살고 있다. 그녀는 고집 세고 제멋대로이며 며느리와는 사이가 좋지 않지만, 어려운 환경 속에서 키워낸 아들이 대학교수가 된 것을 매우 자랑스러워한다. 어느 날, 며느리가 쓰러져 입원하게 되고 의사는 시어머니와 떨어져 지내야 한다고 권한다. 요양원에 보내질 위기에 처한 말순은 우울한 마음에 거리를 헤매다 '청춘 사진관'이라는 신비한 사진관을 발견한다. 영정사진을 찍으려 들어간 사진관에서 나온 그녀는 20대의 젊은 모습으로 변해버린 자신의 모습에 놀란다. 
정체를 숨기고 '오두리'라는 이름으로 새로운 삶을 시작한 말순은 카페에서 일하며 과거 집안에서 일하던 하인과 재회한다. 그녀는 젊음을 만끽하며 노래 실력을 뽐내 우연히 손자인 지하와 음악 프로듀서 승우의 눈에 띈다. 지하는 그녀를 밴드에 영입하고, 두리는 밴드 보컬로서 음악 활동을 시작한다. 한편, 두리는 자신을 사랑해온 카페 동료 박 씨와 그녀를 쫓는 승우 사이에서 로맨틱한 갈등을 겪는다.
밴드가 성공을 거두고 공연을 앞둔 어느 날, 교통사고로 지하가 위독한 상황에 처한다. 두리는 자신이 지하에게 수혈 가능한 혈액형이라는 것을 알게 되고, 수혈을 하면 다시 늙은 모습으로 돌아가게 될 것을 알면서도 손자를 위해 수혈을 감행한다. 결국 말순은 다시 할머니의 모습으로 돌아오고, 지하의 밴드는 그의 여동생을 보컬로 하여 성공을 이어간다. 우연히 같은 사진관을 찾아 젊어진 박 씨는 말순과 재회하고, 둘은 여전히 티격태격하며 즐거운 시간을 보낸다.

## 캐스팅
- 오두리[1] : 심은경
- 오말순[1] : 나문희
- 박씨 : 박인환
- 반현철 : 성동일. 오말순 아들
- 한승우 : 이진욱. 음악방송국의 PD
- 박나영 : 김현숙. 박씨 딸
- 반지하 : 정진영. 오말순 손자
- 애자 : 황정민. 오말순 며느리
- 반하나 : 김슬기. 오말순 손녀
- 수연 : 하연주
- 옥자 :  박혜진
- 현철 친구 의사 : 정인기
- 청춘 사진관 주인 : 장광
- 반지하밴드 드럼 : 이상언(녹스)
- 반지하밴드 베이스 : 박형우
- 미애 : 한지은
- 비걸2 역 : 민경
- 젊은 박씨 : 김수현
- 드래곤 : 김동희
- 씩스팩스 3 : 이정우

## 기타
- 영화 속 실버카페는 서울시 노원구 중계 근린공원 내에 있는 ‘노원 실버카페’로서 실제로 존재하는 공간이다. 커피나 차를 마시며 음악이나 공연을 즐길 수 있는 전국 최초의 ‘실버 복합공간’이다.[2]
- 2015년 12월 11일 베트남 전역에서 개봉한 수상한 그녀의 베트남판 '내가 니 할매다'는 박스오피스 매출 약 441만 달러를 기록하며 2015년 개봉 베트남 영화 최고 흥행을 기록했다. 이는 역대 베트남 자국 영화 흥행 1위[3], 외화를 합친 전체 영화 흥행 5위의 기록이다. 또한 2015년 1월 '20세여 다시 한 번'이라는 제목으로 중국에서 새롭게 제작된 후 누적 박스오피스 매출 3.65억 위안(한화 약 638억원)을 기록해 역대 한중 합작 최고 흥행작 신기록을 세웠다.[4] 아시아에 이어서 2016년 11월 미국에도 진출하여 미국 영화 제작사와 함께 영어 버전과 스페인어 버전의 '수상한 그녀'를 공동 제작하여, '수상한 그녀'는 한국어, 중국어, 베트남어, 일본어, 태국어, 인도네시아어, 영어, 스페인어 등 총 8개 언어로 제작되는 세계 최초 영화라는 진기록을 세웠다.[5]

## 사운드트랙
| #            | 제목                 | 아티스트     | 재생 시간 |
| ------------ | -------------------- | ------------ | --------- |
| 1.           | 〈나성에 가면〉      | 심은경       | 2:56      |
| 2.           | 〈반지하 인생〉      | 한수연       | 3:26      |
| 3.           | 〈하얀 나비〉        | 심은경       | 3:39      |
| 4.           | 〈한번 더〉          | 심은경       | 4:05      |
| 5.           | 〈Waltz for Mother〉 | 모그 (Mowg)  | 3:43      |
| 총 재생 시간 | 총 재생 시간         | 총 재생 시간 | 17:49     |

| #            | 제목                        | 아티스트     | 재생 시간 |
| ------------ | --------------------------- | ------------ | --------- |
| 1.           | 〈빗물 (Raindrop)〉         | 심은경       | 3:44      |
| 2.           | 〈빗물 (Raindrop) (inst.)〉 | 심은경       | 3:44      |
| 총 재생 시간 | 총 재생 시간                | 총 재생 시간 | 7:28      |

| #  | 제목            | 아티스트         | 재생 시간 |
| -- | --------------- | ---------------- | --------- |
| 1. | 〈나성에 가면〉 | 심은경, 장미여관 | 3:02      |

## 수상 경력
- 2014년 제50회 백상예술대상 영화부문 여자 최우수연기상 - 심은경[7]
- 2014년 제19회 춘사영화상 여우주연상 - 심은경[8]
- 2014년 제51회 대종상 음악상 - 모그
- 2014년 제18회 부천국제판타스틱영화제(BiFan) 판타지아 어워드 - 심은경
- 2014년 제10회 제천국제음악영화제 음악영화 여자배우상 - 심은경[9]
- 2014년 제14회 디렉터스 컷 시상식 올해의 여자연기자상 - 심은경
- 2014년 제23회 부일영화상 여우주연상 - 심은경
- 2014년 제1회 한국영화제작가협회상 여우주연상 - 심은경
- 2014년 제14회 대한민국청소년영화제 원로배우부문 인기영화인상 - 나문희
- 2015년 제10회 맥스무비 최고의 영화상 최고의 여자조연배우상 - 나문희